# Комендор

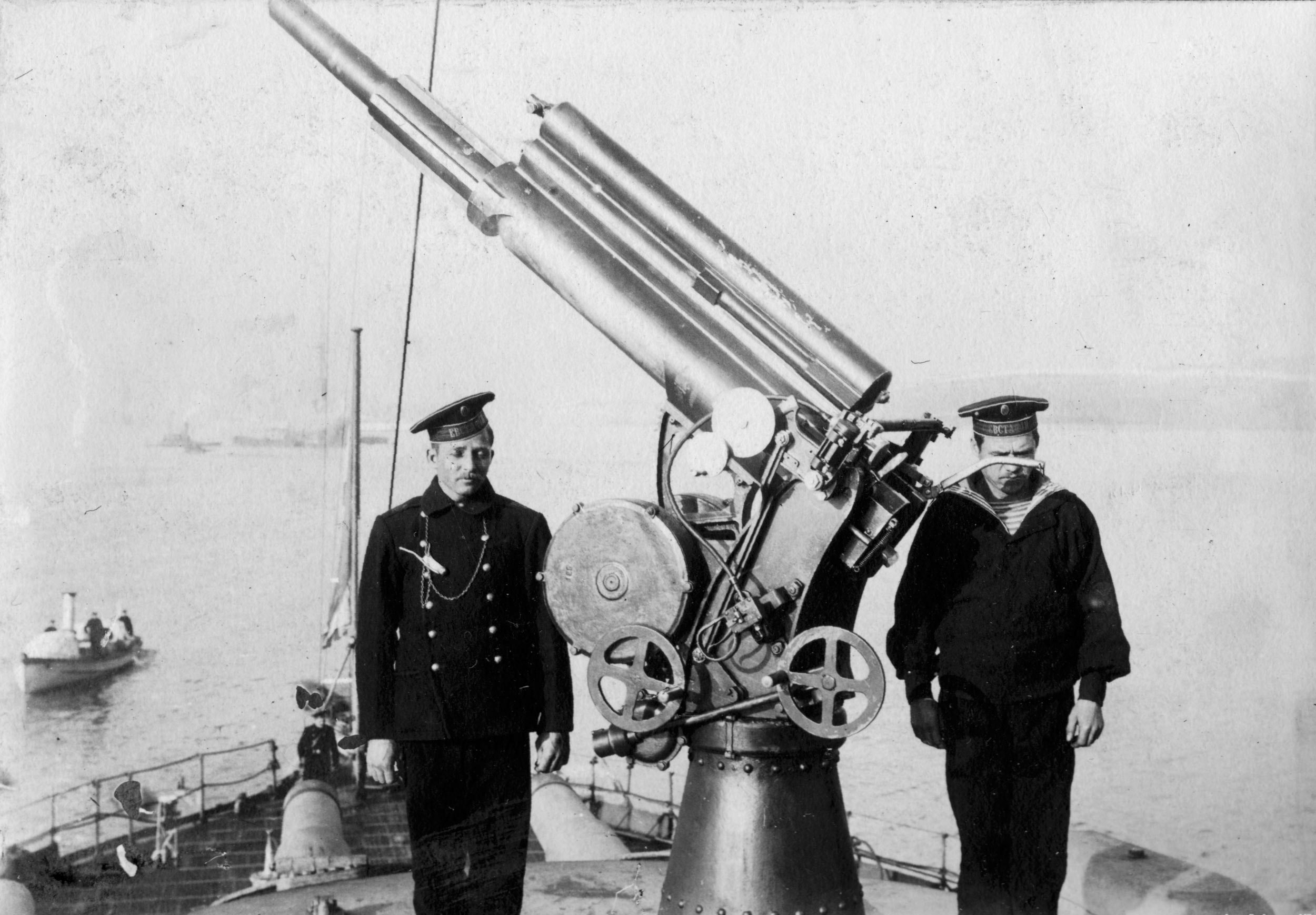
Комендоры эскадренного броненосца «Евстафий» у 2,5-дюймовой зенитной пушки Обуховского завода, 1917 год.

Комендо́р — матрос-артиллерист в российском флоте. Слово происходит от швед. kommendör (дословно — «командир») в значении унтер-офицер, командующий подразделением или распоряжающийся каким-либо техническим устройством (например, командир орудия). Прежние словари иностранных слов часто объясняли слово «комендор» именно так: старший из прислуги при орудии на военном судне; старший артиллерийский прислужник во флоте. В Вооружённых силах США, например в Корпусе морской пехоты, существуют звания, которые традиционно переводятся на русский язык с употреблением термина «комендор»: комендор-сержант (англ. Gunnery Sergeant) и мастер-комендор-сержант (Master Gunnery Sergeant).
В русском флоте до 1917 года слово «комендор» являлось чином матроса, специально подготовленного для исполнения артиллерийских обязанностей. Существовали чины «комендор» и «старший комендор». Старший (первый) комендор распоряжался наводкой орудия и производством выстрела, комендор (второй комендор) заведовал при орудии клином и подъёмным винтом. Готовили комендоров в специальной школе в составе учебной артиллерийской команды.
Комендор в Российском императорском флоте принадлежал к категории матросы и относился к специалистам флота.
Матросские специальности комендора и старшего комендора, непосредственно обслуживающих корабельные артиллерийские установки, сохранялись в ВМФ СССР и существуют в ВМФ России.